# تجنمي الخفاش
تجنمي الخفاش (بالإنجليزية: Tjinimi The Bat)‏ خفاش مخادع في الأساطير الأسترالية وهو ثعبان قوس قزح. اغتصب شقيقاته جميعا، وفي النهاية قتل والده بحربة.